# Färjansö naturreservat
Färjansö är ett naturreservat i Tånnö och Hångers socknar i Värnamo kommun i Jönköpings län.
Reservatet är 134 hektar stort och består av norra delen av ön Färjansö och omringliggande vatten i sjön Vidöstern. Det ligger 3 km söder om Tånnö kyrka på gränsen till Kronobergs län. Den södra delen av ön i Kronobergs län, ingår i Färjansö-Långö naturreservat. 

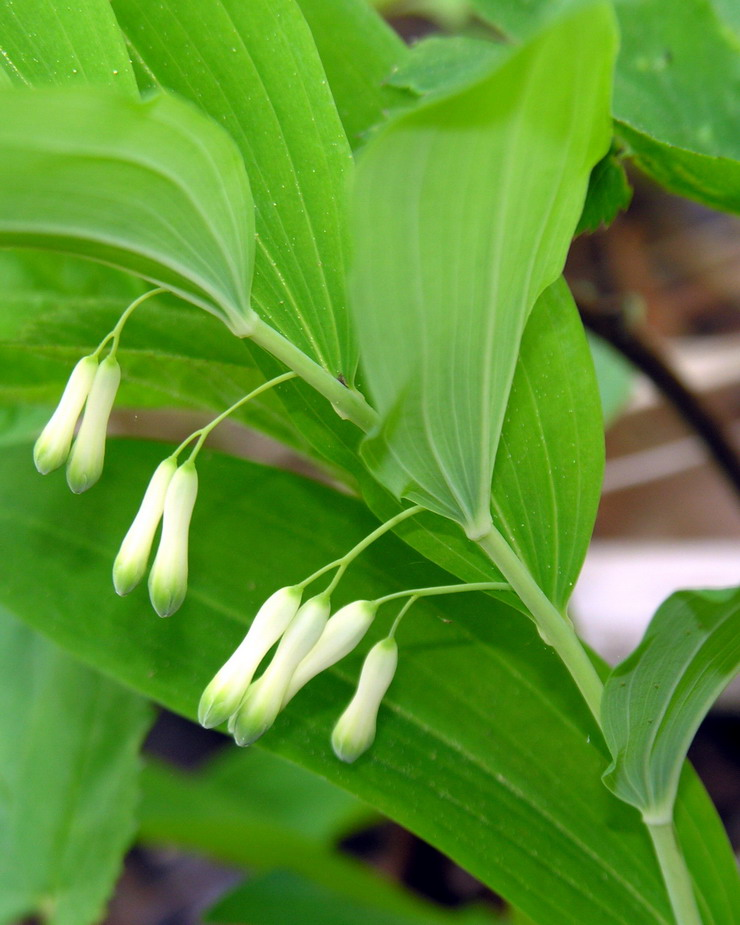
Storrams

På ön finns ett rikt fågelliv och flera ängslador med högt kulturvärde. I dessa lador förvarade det torra höet som skördats efter slåtter på de våtmarker som finns på ön. Denna slåtter upphörde under första delen av 1900-talet.
Ön har tidigare varit två öar. Efter en sjösänkning i mitten av 1800-talet bildades Färjansö, som nu en ö. På denna och i de öppna våtmarkerna trivs många rastande och häckande fåglar. Där finns tofsvipa, enkelbeckasin och brushane. På och omkring ön finns brunand, mindre strandpipare, svartsnäppa, årta, gröngöling, brun kärrhök och lärkfalk. I sjön Vidöstern finns mycket fisk och här lever så många som 14 arter. Några av dessa är gädda, abborre, mört, lake, sik och gös.
På den gamla sjöbotten växer sumpskog som mest består av klibbal, vide och glasbjörk. I mitten av reservatet finns en bokskog med gläntor och gott om död ved.
Fornlämningar finns på Färjansö och Husholmen i form av gravfält och en befästning. Södra delen av ön Färgansö utgör ett eget naturreservat i Ljungby kommun i Kronobergs län. Det kallas Färjansö-Långö naturreservat.